# 三遊亭鯛好
三遊亭 鯛好（さんゆうてい たいこう、1969年5月8日 - ）は、五代目円楽一門会所属の落語家。本名、伊藤 宏紀。

## 来歴
三重県員弁郡東員町出身。三重県員弁高等学校卒業。
『テリーとたい平のってけラジオ』（ニッポン放送）を愛聴していた。落語家になりたくて、すでに40歳になっていたが放送局で出待ちをして林家たい平に弟子入りを志願した。なんとか入門を許されたものの、落語協会の入門には年齢制限があることを受け、たい平から五代目円楽一門会に所属する三遊亭好楽を紹介された。
2009年12月、40歳で三遊亭好楽に入門。好楽とたい平のふたりの名前を合わせ「たい好」を名乗った。2013年2月、二ツ目に昇進し「鯛好」に改名した。
2025年10月より真打に昇進するとともに、三代目三遊亭百生を襲名することを発表した。同名跡の復活は二代目以来約61年ぶりとなる。

## 芸歴
- 2009年
  - 7月 - 林家たい平に入門。
  - 12月 - 三遊亭好楽に入門。前座名「たい好」。
- 2013年2月 - 二ツ目昇進、「鯛好」に改名。
- 2025年 - 真打昇進予定。

## 人物
- 年上の女性がタイプ。
- ロック、中日ドラゴンズが好き[1]。
- 1日12時間ラジオを聴いていて、気になる全ての番組を録音し倍速で聴いている[6]。
- 日本民間放送連盟賞ラジオ番組部門（九州・沖縄地区）審査員を2023年度より務めている[7]。
- 「神田松之丞 問わず語りの松之丞」→「問わず語りの神田伯山」リスナー。